# کارلوس مارتینز (بازیکن فوتبال، زاده ژوئن ۱۹۸۶)
کارلوس مارتینز (انگلیسی: Carlos Martínez؛ زادهٔ ۲۷ ژوئن ۱۹۸۶) بازیکن فوتبال اهل اسپانیا است.